# Tynga
Tynga (deutsch Tingen) war ein Ort in der polnischen Woiwodschaft Ermland-Masuren. Seine Ortsstelle gehört zum Gebiet der Gmina Bartoszyce (Landgemeinde Bartenstein) im Powiat Bartoszycki (Kreis Bartenstein).

## Geographische Lage
Die Ortsstelle Tyngas liegt westlich des Flüsschens Pisa (deutsch Pissa, auch: Dost) in der nördlichen Mitte der Woiwodschaft Ermland-Masuren, 13 Kilometer südlich der Kreisstadt Bartoszyce (Bartenstein) bzw. 35 Kilometer südlich der früheren und heute auf russischem Hoheitsgebiet gelegenen Kreisstadt Friedland (russisch Prawdinsk).

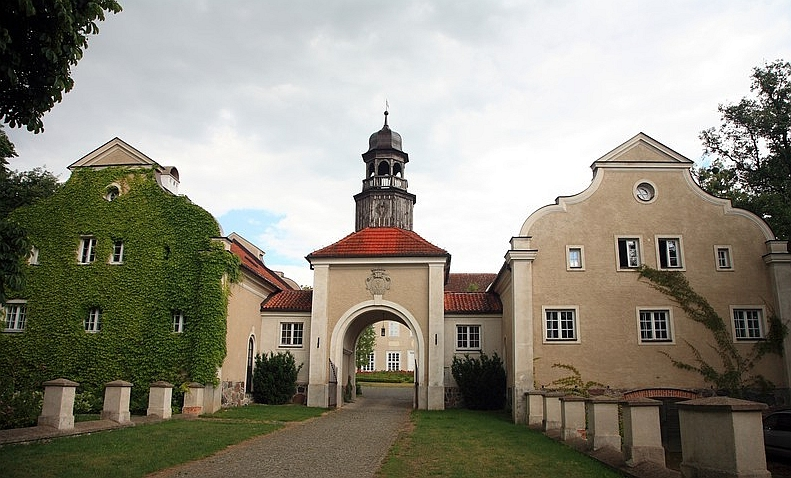
Eingang zur ehemaligen Gutshausanlage Gallingen in Galiny

## Geschichte
Das vor 1374 gegründete Tungen – später Tuingen genannt – war im 19./20. Jahrhundert ein Ort im ostpreußischen Kreis Friedland. Dieser wurde 1927 in „Kreis Bartenstein“ umbenannt.
Tingen war ein Vorwerk zum Gutsbezirk Gallingen (polnisch Galiny). Seine Einwohnerzahl belief sich im Jahre 1905 auf 66. Als Teil des Gutsbezirks Gallingen wurde Tingen 1928 in die Landgemeinde Gallingen überführt.
Als das gesamte südliche Ostpreußen 1945 in Kriegsfolge an Polen kam, erhielt Tingen die polnische Namensform „Tynga“. Der Ort führte aber dann keine bedeutende selbständige Existenz, so dass sein Name im Jahre 2011 auf ministeriellen Erlass hin aufgehoben wurde. Seine Ortsstelle gehört zum Dorf Galiny innerhalb der Gmina Bartoszyce (Landgemeinde Bartenstein) im Powiat Bartoszycki (Kreis Bartenstein), zwischen 1975 und 1998 der Woiwodschaft Olsztyn, seither der Woiwodschaft Ermland-Masuren zugehörig.

## Kirche
Bis 1945 war Tingen in die evangelische Kirche Gallingen in der Kirchenprovinz Ostpreußen der Kirche der Altpreußischen Union, außerdem in die römisch-katholische Kirche Bartenstein im damaligen Bistum Ermland eingepfarrt. Heute entspricht die kirchliche Zugehörigkeit Tyngas der des Nachbarorts Galiny.

## Verkehr
Die Ortsstelle Tynga ist von Galiny aus zu erreichen.